# Psilocymbium
Psilocymbium là một chi nhện trong họ Linyphiidae.

## Các loài
Các loài trong chi này gồm:
- Psilocymbium acanthodes Miller, 2007
- Psilocymbium defloccatum (Keyserling, 1886)
- Psilocymbium incertum Millidge, 1991
- Psilocymbium lineatum (Millidge, 1991)
- Psilocymbium pilifrons Millidge, 1991
- Psilocymbium tuberosum Millidge, 1991